# Évêque de Dunkeld

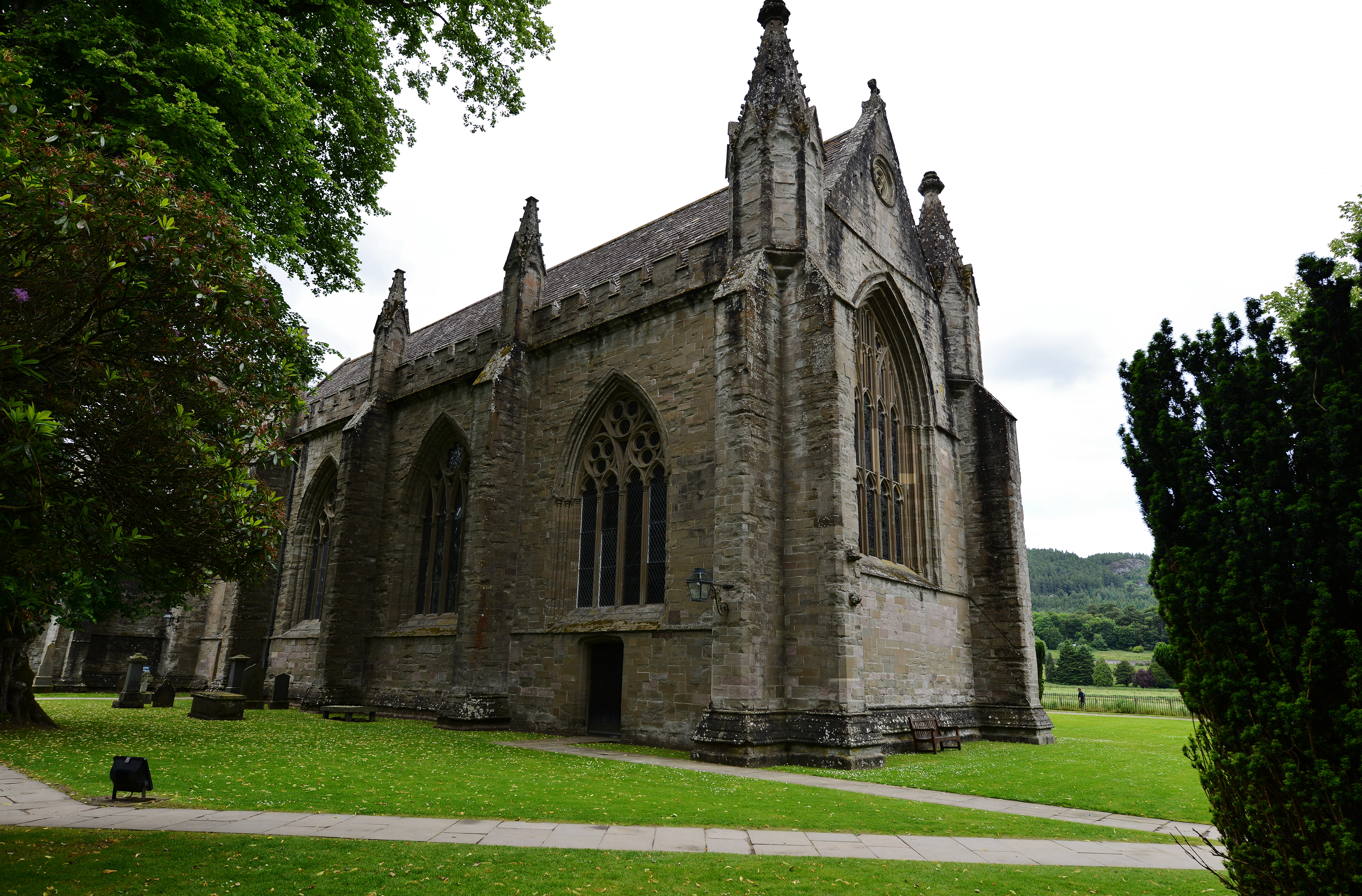
La cathédrale de Dunkeld.

L'évêque de Dunkeld est le chef ecclésiastique du diocèse de Dunkeld, un des plus grands et des plus importants des treize évêchés du royaume d'Écosse médiéval, dont le premier évêque répertorié est un clerc nommé Cormac. Toutefois, le premier abbé connu date du Xe siècle, et on considère souvent qu'entre le Xe  et le  XIIe siècle, le rôle des évêques et des abbés faisait souvent un. Cet évêché disparait avec la réforme écossaise, mais persiste en tant qu'institution royal au cours du XVIIe siècle.

## Liste des évêques de Dunkeld

### Jusqu'à la Réforme
- fl. avant 1114 ou après 1131 : Cormac (en)
- fl. 1147 x 1169 : Grégoire (en)
- 1170-1178 : Richard (en)
- 1178 : Walter de Bidun (en)
- 1183-1203 : John Scotus (en)
- 1203-1210 : Richard de Prebenda (en)
- 1211/1212 – 1214 : John de Leicester (en)
- 1214-1229 : Hugh de Sigillo (en)
- 1229 : Matthew the Scot (en)
- 1229-1236 : Gilbert (en)
- 1236/1237 – 1249 : Geoffrey de Liberatione
- (1250 x 1252) – 1272 : Richard de Inverkeithing
- 1273-1283 : Robert de Stuteville
- 1283 : Hugh de Stirling (en)
- 1283 – 1287/1288 : William the Dean (en)
- 1288-1309 : Matthew de Crambeth (en)
- 1309-1337 : William Sinclair (en)
- 1337/1338 – (1338 x 1342) : Maol Choluim de Innerpeffray (en)
- (1337 x 1344) – 1347 : Richard de Pilmuir (en)
- 1347 : Robert de Den (en)
- 1347-1355 : Donnchadh de Strathearn (en)
- 1355-1370 : John Luce (en)
- 1370-1376 : Michael de Monymusk (en)
- 1377 : Andrew Umfray (en)
- 1377/1378 – 1390/1391 : John de Peebles (en)
- 1391-1398 : Robert Sinclair (en)
- 1398/1399 – 1437 : Robert de Cardeny (en)
- 1437-1440 : Domhnall MacNeachdainn (en)
- 1437/1438 – 1440 : James Kennedy
- 1440 : Alexander Lauder (en)
- 1441/1442 – 1447 : James Bruce (en)
- 1447 : William Turnbull (en)
- 1447-1452 : John de Ralston (en)
- 1452-1475 : Thomas Lauder (en)
- 1475-1483 : James Livingston (en)
- 1483-1484 : Alexander Inglis (en)
- 1483-1515 : George Brown (en)
- 1515-1516 : Andrew Stuart (en)
- 1515/1516 – 1522 : Gavin Douglas
- 1524-1526 : Robert Cockburn (en)
- 1526 – 1543/1544 : George Crichton (en)
- 1544/1546 – 1547 : John Hamilton (en)
- 1549-1554 : Donald Campbell (en)
- 1554-1571 : Robert Crichton (en)

### Depuis la Réforme

#### Évêques de l'Église d'Écosse (1560-1689)
- 1571 – (1576 x 1584) : James Paton (en)
- 1584-1585 : Robert Crichton (en)
- 1585-1607 : Peter Rollock (en)
- 1607 : James Nicolson (en)
- 1607-1638 : Alexander Lindsay of Evelick (en)
- 1662-1665 : George Haliburton (en)
- 1665-1676 : Henry Guthrie (en)
- 1677-1679 : William Lindsay of Dovehill (en)
- 1679-1686 : Andrew Bruce (en)
- 1686-1688 : John Hamilton of Blair (en)

#### Évêques de l'Église épiscopalienne écossaise (1689-1837)
- 1689-1690 : John Hamilton of Blair (en)
- 1731-1743 : Thomas Rattray (en) (également primat de 1738 à 1743)
- 1743-1776 : John Alexander (en)
- 1776-1786 : Charles Rose (en)
- 1792-1808 : Jonathan Watson (en)
- 1808-1837 : Patrick Torry (en)

En 1837, le diocèse de Dunkeld est rattaché au diocèse de Fife, Dunkeld et Dunblane.

#### Évêques de l'Église catholique (depuis 1878)
- 1878-1887 : George Rigg (en)
- 1890-1900 : James Smith (en)
- 1901-1912 : Angus MacFarlane (en)
- 1913-1914 : Robert Fraser (en)
- 1914-1949 : John Toner (en)
- 1949-1955 : James Scanlan (en)
- 1955-1981 : William Hart (en)
- 1981-2012 : Vincent Logan (en)
- depuis 2014 : Stephen Robson (en)